# Ina (miasto)
Ina (jap. 伊那市 Ina-shi) – miasto w środkowej części wyspy Honsiu w Japonii w prefekturze Nagano.

## Położenie
Miasto położone we wschodniej części prefektury Nagano. Miasto graniczy z:
- Shiojiri
- Chino
- Suwa
- Komagane
- Minami-Arupusu
- Hokuto
- Shizuoka

wsią Minami-Minowa.

## Historia
Miasto powstało 31 marca 2006 roku.